# 第13回オンライン映画批評家協会賞
13th Online Film Critics Society Awards

2010年1月5日

作品賞: 

 ハート・ロッカー 
第13回オンライン映画批評家協会賞は、2009年の映画を対象とした賞である。2010年1月5日に発表された。

## 受賞とノミネート一覧

### 作品賞
- 『ハート・ロッカー』
  - 『イングロリアス・バスターズ』
  - 『シリアスマン』
  - 『カールじいさんの空飛ぶ家』
  - 『マイレージ、マイライフ』

### 監督賞
- キャスリン・ビグロー – 『ハート・ロッカー』
  - ニール・ブロムカンプ – 『第9地区』
  - ジェームズ・キャメロン – 『アバター』
  - コーエン兄弟 – 『シリアスマン』
  - クエンティン・タランティーノ – 『イングロリアス・バスターズ』

### 主演男優賞
- ジェレミー・レナー – 『ハート・ロッカー』
  - ジェフ・ブリッジス – 『クレイジー・ハート』
  - シャールト・コプリー – 『第9地区』
  - ジョージ・クルーニー – 『マイレージ、マイライフ』
  - ホアキン・フェニックス – Two Lovers

### 主演女優賞
- メラニー・ロラン – 『イングロリアス・バスターズ』
  - キャリー・マリガン – 『17歳の肖像』
  - ガボレイ・シディベ - 『プレシャス』
  - メリル・ストリープ - 『ジュリー&ジュリア』
  - ティルダ・スウィントン – Julia

### 助演男優賞
- クリストフ・ヴァルツ – 『イングロリアス・バスターズ』
  - ピーター・キャパルディ – In the Loop
  - ジャッキー・アール・ヘイリー – 『ウォッチメン』
  - ウディ・ハレルソン – 『メッセンジャー』
  - アンソニー・マッキー – 『ハート・ロッカー』

### 助演女優賞
- モニーク - 『プレシャス』
  - ヴェラ・ファーミガ - 『マイレージ、マイライフ』
  - アナ・ケンドリック - 『マイレージ、マイライフ』
  - ダイアン・クルーガー – 『イングロリアス・バスターズ』
  - ジュリアン・ムーア - 『シングルマン』

### オリジナル脚本賞
- 『イングロリアス・バスターズ』 - クエンティン・タランティーノ
  - 『(500)日のサマー』 - スコット・ノイスタッター、マイケル・H・ウェバー
  - 『ハート・ロッカー』 - マーク・ボール
  - 『シリアスマン』 - コーエン兄弟
  - 『カールじいさんの空飛ぶ家』 - ボブ・ピーターソン

### 脚色賞
- 『ファンタスティック・Mr.FOX』 – ウェス・アンダーソン、ノア・バームバック
  - 『第9地区』 - ニール・ブロムカンプ、テリー・タッチェル
  - In The Loop – ジェシー・アームストロング、サイモン・ブラックウェル、アーマンド・イヌアッチ、トニー・ローチ
  - 『マイレージ、マイライフ』 - ジェイソン・ライトマン、シェルドン・ターナー
  - 『かいじゅうたちのいるところ』 – スパイク・ジョーンズ、デイヴ・エガーズ

### 外国語映画賞
- 『白いリボン』
  - 『抱擁のかけら』
  - Police, Adjective
  - Silent Light
  - 『夏時間の庭』

### ドキュメンタリー映画賞
- 『アンヴィル! 夢を諦めきれない男たち』
  - 『アニエスの浜辺』
  - 『キャピタリズム〜マネーは踊る〜』
  - 『ザ・コーヴ』
  - 『フード・インク』

### アニメ映画賞
- 『カールじいさんの空飛ぶ家』
  - 『コララインとボタンの魔女 3D』
  - 『ファンタスティック・Mr.FOX』
  - 『崖の上のポニョ』
  - 『プリンセスと魔法のキス』

### 撮影賞
- 『イングロリアス・バスターズ』 - ロバート・リチャードソン
  - 『アバター』 - マウロ・フィオーレ
  - 『第9地区』 – トレント・オパロッチ
  - 『ハート・ロッカー』 - バリー・アクロイド
  - 『シリアスマン』 – ロジャー・ディーキンス

### 編集賞
- 『ハート・ロッカー』 - ボブ・ムラウスキー、クリス・イニス
  - 『(500)日のサマー』 – アラン・エドワード・ベル
  - 『アバター』 – ジェームズ・キャメロン、ジョン・ルフーア、スティーヴン・E・リフキン
  - 『第9地区』 – ジュリアン・クラーク
  - 『イングロリアス・バスターズ』 - サリー・メンケ

### 作曲賞
- 『カールじいさんの空飛ぶ家』 – マイケル・ジアッチーノ
  - 『ファンタスティック・Mr.FOX』 – アレクサンドル・デプラ
  - 『インフォーマント!』 – マーヴィン・ハムリッシュ
  - 『スター・トレック』 – マイケル・ジアッチーノ
  - 『かいじゅうたちのいるところ』 – カレン・O、カーター・バーウェル